# Едмундсон (Міссурі)
Едмундсон (англ. Edmundson) — місто (англ. city) в США, в окрузі Сент-Луїс штату Міссурі. Населення — 860 осіб (2020).

## Географія
Едмундсон розташований за координатами 38°44′6″ пн. ш. 90°21′56″ зх. д. / 38.73500° пн. ш. 90.36556° зх. д. (38.734940, -90.365653).  За даними Бюро перепису населення США в 2010 році місто мало площу 0,68 км², уся площа — суходіл.

## Демографія
Згідно з переписом 2010 року, у місті мешкали 834 особи в 310 домогосподарствах у складі 197 родин. Густота населення становила 1227 осіб/км².  Було 345 помешкань (508/км²).
Расовий склад населення:
| - 56,5 % — білих - 26,4 % — чорних або афроамериканців - 1,6 % — корінних американців - 1,6 % — азіатів - 0,1 % — вихідців з тихоокеанських островів - 8,6 % — осіб інших рас |

До двох чи більше рас належало 5,3 %. Частка іспаномовних становила 12,0 % від усіх жителів.
За віковим діапазоном населення розподілялося таким чином: 31,3 % — особи молодші 18 років, 58,9 % — особи у віці 18—64 років, 9,8 % — особи у віці 65 років та старші. Медіана віку мешканця становила 30,1 року. На 100 осіб жіночої статі у місті припадало 94,9 чоловіків;  на 100 жінок у віці від 18 років та старших — 79,6 чоловіків також старших 18 років.
Середній дохід на одне домашнє господарство  становив 41 957 доларів США (медіана — 32 750), а середній дохід на одну сім'ю — 49 518 доларів (медіана — 36 667). Медіана доходів становила 33 295 доларів для чоловіків та 28 750 доларів для жінок. За межею бідності перебувало 20,7 % осіб, у тому числі 26,0 % дітей у віці до 18 років та 2,1 % осіб у віці 65 років та старших.
Цивільне працевлаштоване населення становило 371 осіб. Основні галузі зайнятості: освіта, охорона здоров'я та соціальна допомога — 22,6 %, мистецтво, розваги та відпочинок — 11,1 %, науковці, спеціалісти, менеджери — 10,2 %, виробництво — 10,2 %.